# عبد الرحمن طارق
عبد الرحمن طارق العبد الله لاعب كرة قدم قطري، ولد في (17 ديسمبر 1990) . 
لعب سابقاً في نادي الريان ونادي الجيش والنادي الأهلي ونادي مسيمير ونادي الخريطيات ونادي السيلية ونادي أم صلال ونادي لوسيل .